# Игнатьевский
Игна́тьевский (адыг. Игнатьевск) — хутор в Кошехабльском муниципальном районе Республики Адыгея России. Административный центр и единственный населённый пункт Игнатьевского сельского поселения.

## Население
| 2002 | 2010 | 2012  | 2013 | 2014  | 2015  | 2016  |
| ---- | ---- | ----- | ---- | ----- | ----- | ----- |
| 1163 | ↘997 | ↗1009 | ↘983 | ↘961  | ↘958  | ↘944  |
| 2017 | 2018 | 2019  | 2020 | 2021  | 2023  | 2024  |
| ↘924 | ↘916 | ↘898  | ↗914 | ↗1082 | ↘1075 | ↘1068 |

### Национальный состав
По переписи населения 2010 года, из 997 чел., проживающих в хуторе, 972 человека указали свою национальность:
- русские — 818 чел. (84,15 %),
- армяне — 80 чел. (8,23 %),
- адыгейцы — 50 чел. (5,14 %),
- аварцы — 14 чел. (1,44 %),
- узбеки — 6 чел. (0,62 %),
- татары — 4 чел. (0,42 %).

По данным Всероссийской переписи населения 2021 года:
| Народ               | Численность, чел. | Доля от всего населения, % |
| ------------------- | ----------------- | -------------------------- |
| русские             | 874               | 80,78 %                    |
| армяне              | 80                | 7,39 %                     |
| адыги (черкесы)     | 66                | 6,10 %                     |
| аварцы              | 17                | 1,57 %                     |
| другие / не указано | 45                | 4,16 %                     |
| всего               | 1 082             | 100,0 %                    |

## Улицы
| - ул. Гагарина, - ул. Горького, - ул. Заречная, - ул. Калинина, - ул. Кардашова, - ул. Крестьянская, | - пер. Ленина, - ул. Ленина, - ул. Нагорная, - ул. Партизанская, - пер. Партизанский, - ул. Прямая, | - ул. Садовая, - ул. Свободы, - ул. Советская, - ул. Титова, - ул. Школьная. |

## Известные уроженцы
- Кардашов, Василий Алексеевич (1913—1953) — советский военнослужащий, старший сержант. Полный кавалер ордена Славы.